# Savchenkoiana mokrzhitskae
Savchenkoiana mokrzhitskae är en tvåvingeart som först beskrevs av Evgenyi Nikolayevich Savchenko 1977.  Savchenkoiana mokrzhitskae ingår i släktet Savchenkoiana och familjen hårögonharkrankar. Inga underarter finns listade i Catalogue of Life.